# Diamesa spinosa
Diamesa spinosa är en tvåvingeart som först beskrevs av Pankratova 1950.  Diamesa spinosa ingår i släktet Diamesa och familjen fjädermyggor. Inga underarter finns listade i Catalogue of Life.